# Université de Sarajevo
L'université de Sarajevo (en bosnien : Univerzitet u Sarajevu ; en cyrillique : Универзитет у Сарајеву) est une université publique située à Sarajevo, la capitale de la Bosnie-Herzégovine. Son origine remonte à 1531 mais, sous sa forme actuelle, elle a été fondée en 1949. En 2013, elle est dirigée par le recteur Muharem Avdispahić.

## Organisation

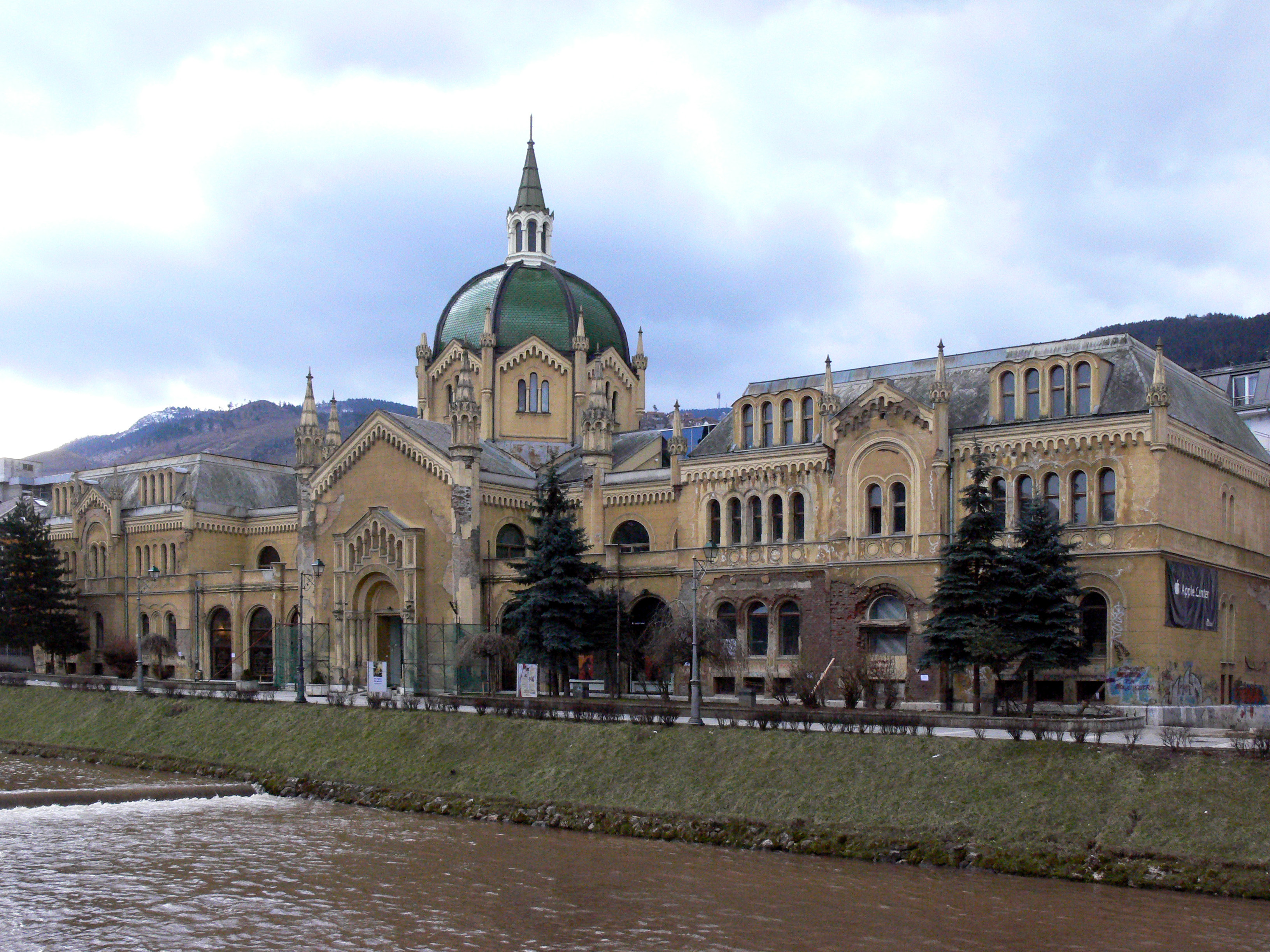
L'Académie des beaux-arts de Sarajevo.

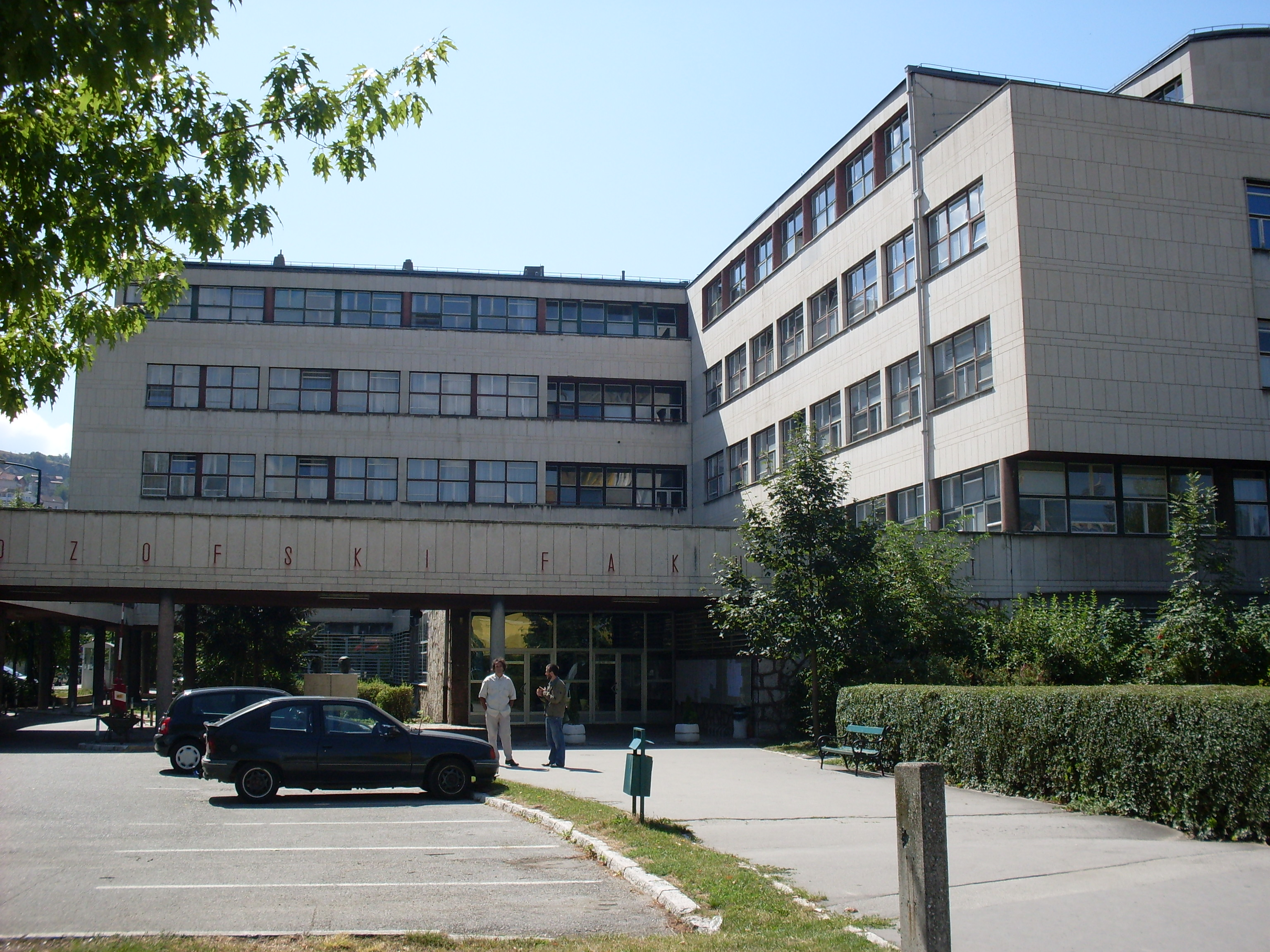
La Faculté de philosophie.

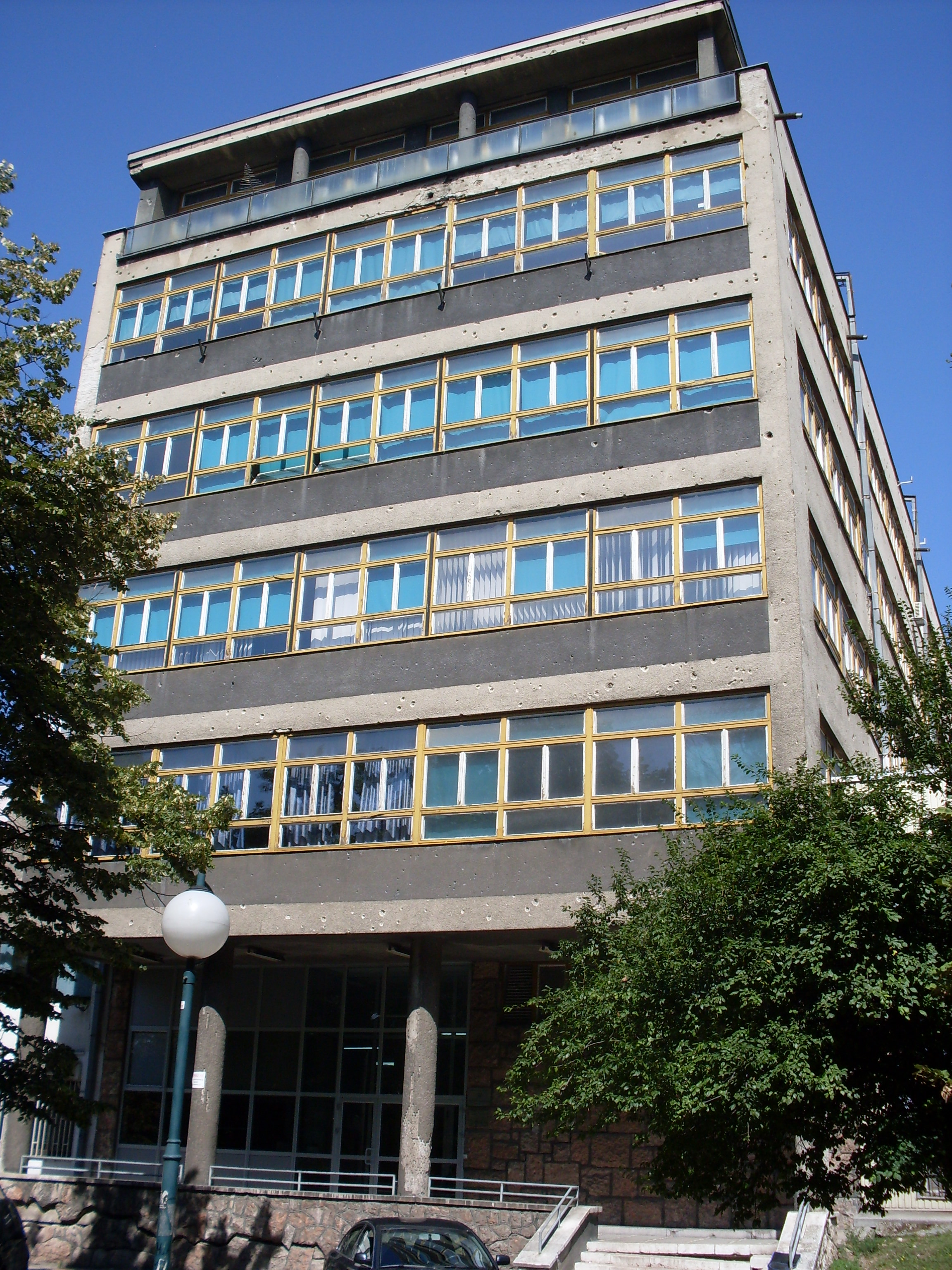
La Faculté de génie mécanique.

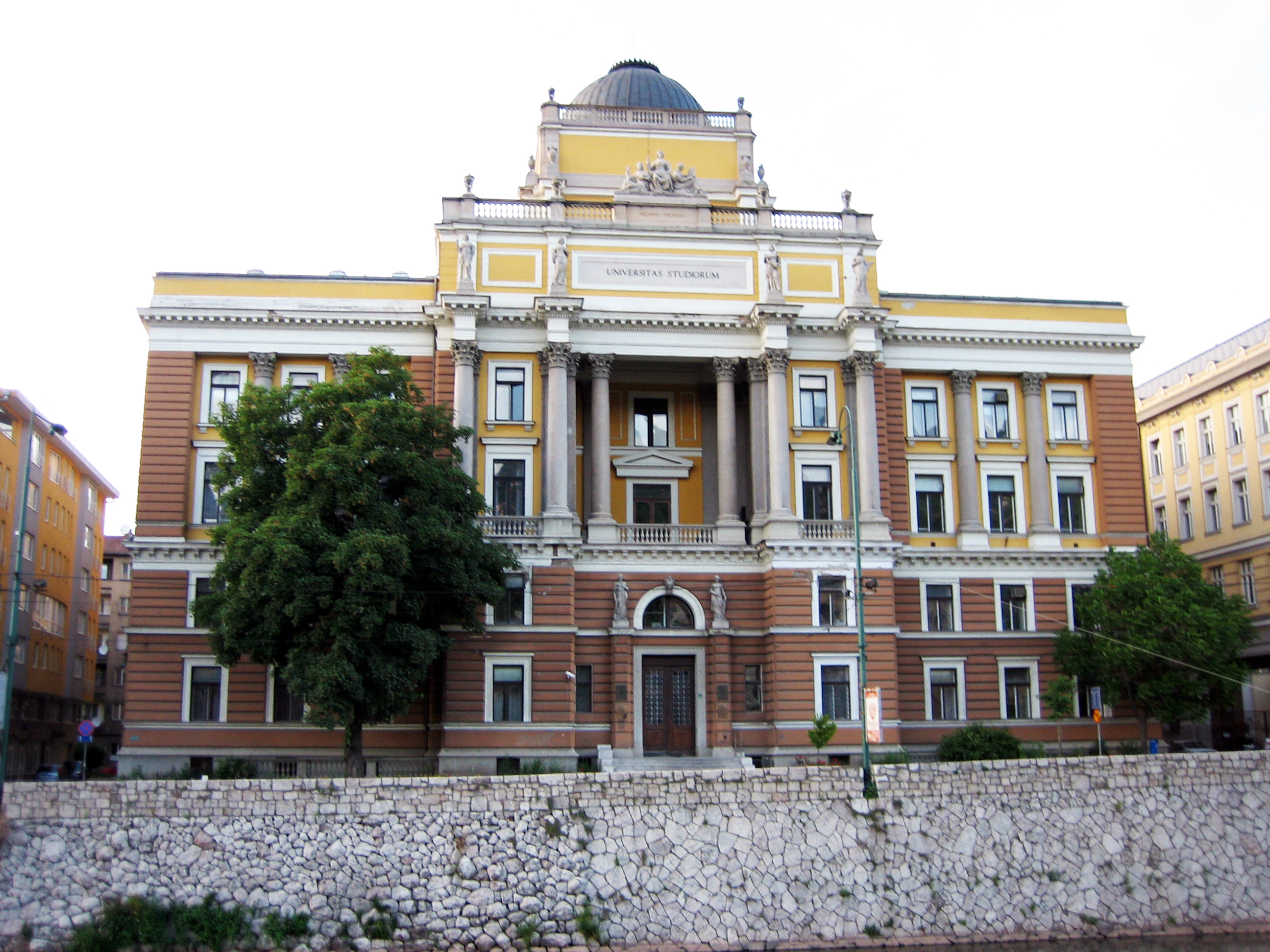
La Faculté de droit de l'université de Sarajevo.

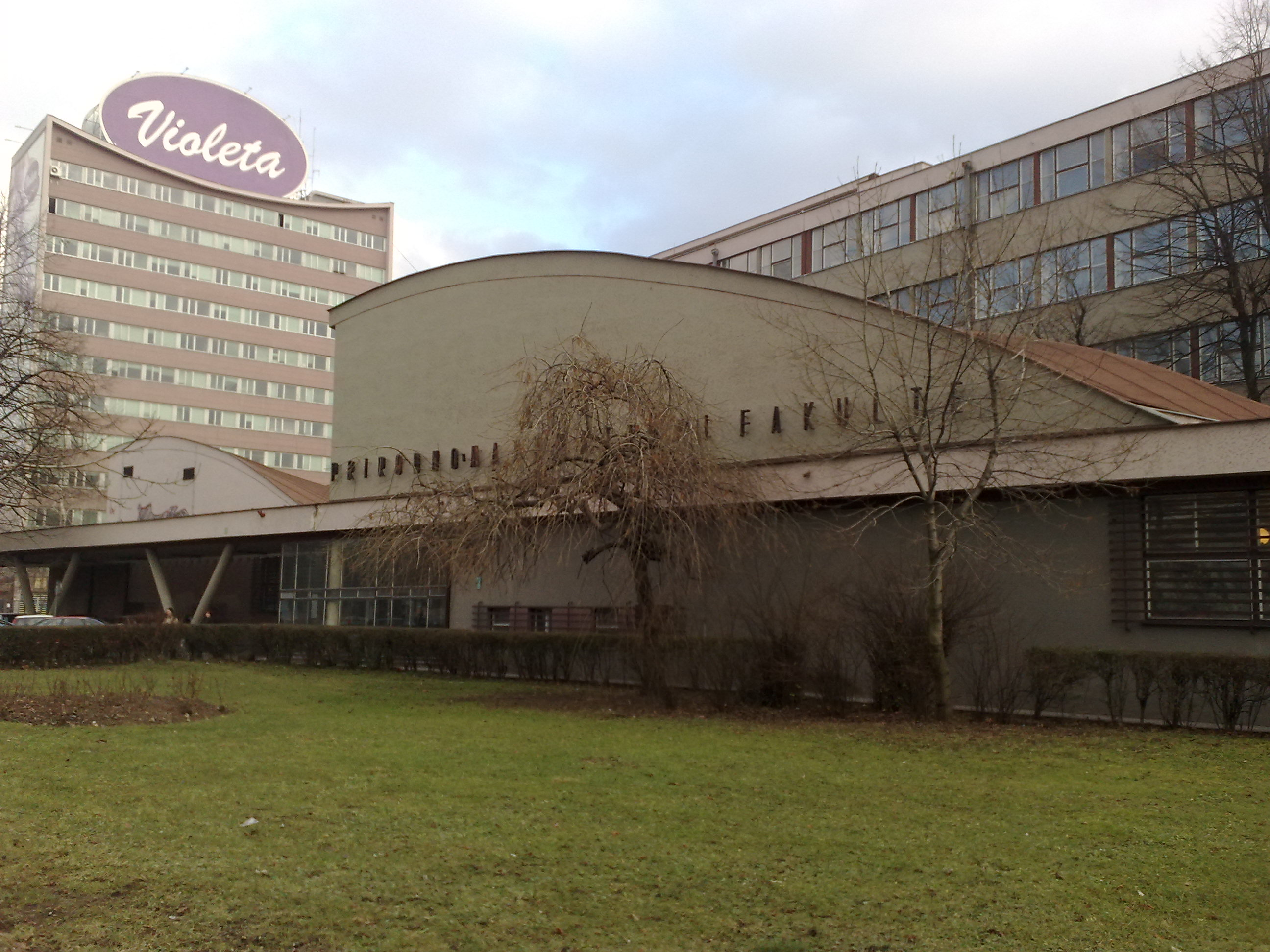
La Faculté de sciences naturelles et de mathématiques.

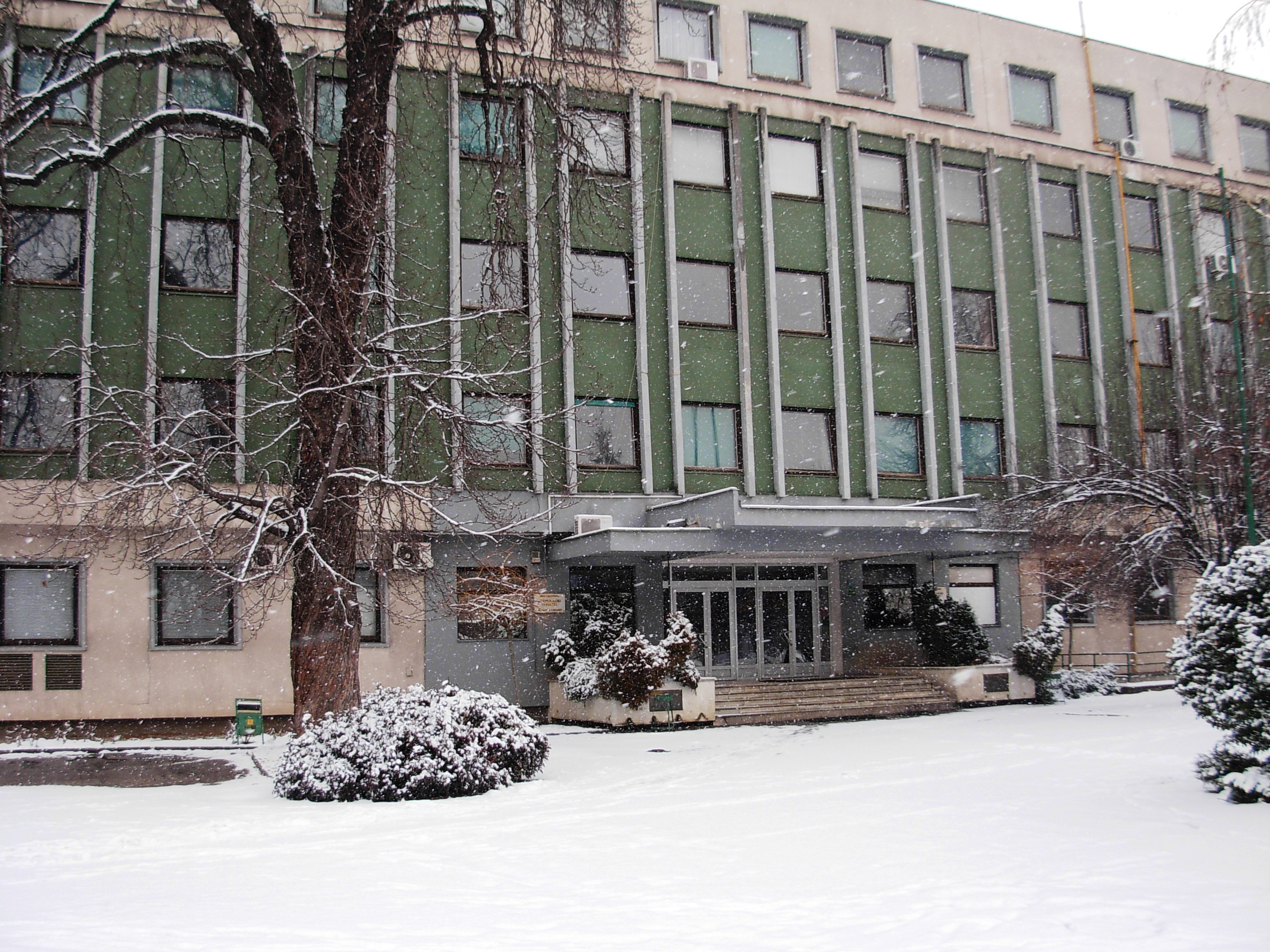
La Faculté de médecine vétérinaire.

L'université comprend 23 facultés, académies et collèges :
- Académie des beaux-arts
- Académie des arts du spectacle[3]
- Faculté d'architecture[4]
- Faculté d'économie[5]
- Faculté de génie électrique[6]
- Faculté de criminologie et des études de sécurité[7]
- Faculté des sciences politiques[8]
- Faculté des sports et de l'éducation physique[9]
- Faculté des transports et des communications[10]
- Faculté des sciences biomédicales[11]
- Faculté de pharmacie[12]
- Faculté de philosophie[13]
- Faculté de génie civil[14]
- Faculté de génie mécanique[15]
- Faculté de médecine[16]
- Académie de musique[17]
- Faculté de pédagogie et collège de formation des maîtres[18]
- Faculté d'agriculture[19]
- Faculté de droit[20]
- Faculté des sciences de la nature et des mathématiques[21]
- Faculté de stomatologie[22]
- Faculté de sylviculture[23]
- Faculté de médecine vétérinaire[24]

Elle dispose également de plusieurs centres associés :
- Faculté d'études islamiques
- Institut d'histoire
- Institut pour la recherche criminelle et le droit international
- Institut de génétique et de biotechnologie
- Institut d'études orientales
- Faculté de théologie catholique
- Faculté d'administration publique

## Recteurs
- 1949-1950 : Vaso Butozan
- 1950-1952 : Drago Krndija
- 1952-1956 : Vaso Butozan (deuxième fois)
- 1956-1960 : Edhem Čamo
- 1960-1965 : Aleksandar Trumić
- 1965-1969 : Fazli Alikalfić
- 1969-1972 : Hamdija Čemerlić
- 1972-1977 : Zdravko Besarović
- 1977-1981 : Arif Tanović
- 1981-1985 : Božidar Matić
- 1985-1988 : Ljubomir Berberović
- 1988-1991 : Nenad Kecmanović
- 1991-1993 : Jusuf Mulić
- 1993-1995 : Faruk Selesković
- 1995-2000 : Nedžad Mulabegović
- 2000-2004 : Boris Tihi
- 2004-2006 : Hasan Muratović
- 2006-2012 : Faruk Čaklovica
- 2012-2016 : Muharem Avdispahić
- Depuis 2016 : Rifat Škrijelj

## Personnalités liées à l'université

### Étudiants
- Abdulah Sidran (né en 1944), écrivain et poète bosnien
- Aleksandar Hemon (né en 1964), écrivain
- Alija Izetbegović (1925-2003), premier président de Bosnie-Herzégovine
- Ivica Osim (né en 1941), ancien entraîneur de football
- Jasmila Žbanić (né en 1946), réalisatrice
- MayaSar (née en 1981), chanteuse bosnienne
- Miljenko Jergović (né en 1966), écrivain bosnien et croate
- Nikola Špirić (né en 1956), premier ministre de Bosnie-Herzégovine
- Rasim Ljajić (né en 1954), homme politique et ministre serbe
- Sulejman Tihić (né en 1951), président de Bosnie-Herzégovine
- Sven Alkalaj (né en 1948), ancien ministre de Bosnie-Herzégovine
- Vojislav Šešelj (né en 1954), homme politique serbe
- Zdravko Čolić (né en 1951), chanteur pop serbe
- Željko Komšić (né en 1964), président de Bosnie-Herzégovine
- Zlatko Lagumdžija (né en 1955), ancien premier ministre de Bosnie-Herzégovine
- Haris Silajdžić (né en 1945), président de Bosnie-Herzégovine
- Danis Tanović (né en 1969), réalisateur
- Tomislav Dretar (né en 1945), écrivain, critique et philosophe